# Grabadora de DVD

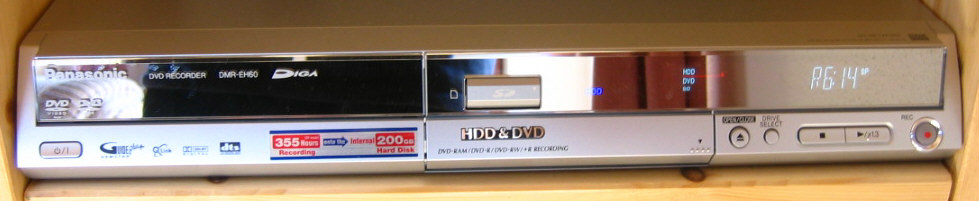
DVR con grabadora DVD incluida.

Grabadora de DVD es la unidad de disco óptico capaz de leer y grabar discos versátiles digitales (DVD) en formato audio, video y datos. Los discos DVD grabados pueden ser reproducidos en cualquier reproductor de DVD.

## Historia
Se puede decir que apareció el grabador de DVD por primera vez en el mercado de consumo japonés en el año 1999, y las primeras unidades eran realmente caras, llegando a tener precios en torno a los 2500 y 4000 dólares. No obstante los precios fueron bajando rápidamente y ya a comienzos de 2005, los grabadores de DVD de marcas notables podían llegar a costar entre 69 y 250 euros, dependiendo de las prestaciones que estos ofrecían.casos formados.
Las unidades más antiguas eran compatibles solo con los formatos de disco DVD-RAM y DVD-R, pero posteriormente se compatibilizaron con la mayoría de los formatos más habituales: DVD-R, DVD-RW, DVD+R, DVD+RW, y DVD+R DL. Algunas grabadoras de DVD están acopladas a grabadores de video digitales, que usan discos duros, lo que resulta en una mejora en el uso.

## Características
La medida de su velocidad se realiza mediante múltiplos de 1350 Kbytes por segundo. Esto es que, si una grabadora de DVD tiene una capacidad de transferencia de datos de 6x, significa que es capaz de grabar a una velocidad de 6x1350= 8100 Kbytes por segundo.

### Tiempos medios de grabación
| Velocidad | Tiempo (minutos) en DVD-RW/+R (Valor medio) |
| --------- | ------------------------------------------- |
| 2,4x      | 24min                                       |
| 4x        | 15min                                       |
| 6x        | 10min                                       |
| 8x        | 9min                                        |
| 12x       | 7min                                        |
| 16x       | 6min                                        |

## Ventajas
Los grabadores de DVD poseen diferentes ventajas técnicas sobre las videograbadoras, que incluyen:
- Una calidad superior tanto de video y audio.
- Fácilmente manejable así como un factor de forma más pequeño.
- Acceso aleatorio a los capítulos de video sin rebobinar.
- Subtítulos multilingües sobre la pantalla y etiquetado no disponible en las videograbadoras.
- Desgaste reducido y menos probabilidad de daños en el aparato de lectura.
- Copiado digital de alta calidad, sin pérdida de generación (pérdida de calidad en subsecuentes copias).
- La capacidad de edición.
- No hay riesgo de registrar accidentalmente contenido fuera del espacio previsto en el DVD durante la grabación.